# فولكس فاغن ترانزبورتر

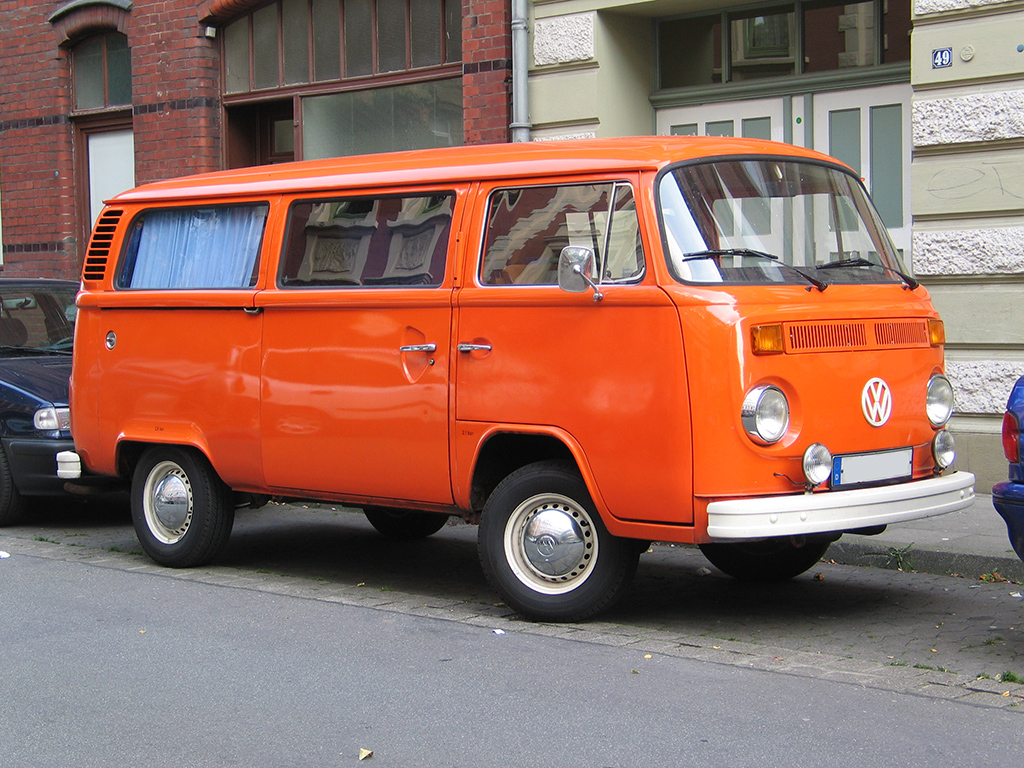
ترانزبورتر نموذج T2

فولكس فاجن ترانزبورتر (بالإنجليزية: Volkswagen Transporter)‏ تشير إلى سلسلة من المركبات الآلية التي أنتجتها شركة فولكس فاجن، وقد دشنت هذه السلسلة بالنموذج رقم 2 (بالإنجليزية: Volkswagen Type 2)‏ عام 1950، وإنتاج هذه السلسلة مستمر حتى الآن.
تشمل هذه السلسلة أنواعاً عديدةً من السيارت، مثل الشاحنات، والحافلات الصغيرة. وكان يطلق على النماذج الفرعية لهذه السلسلة الحرف T، فمثلاً أُطلق على النموذج الأول اسم (T1)، في حين أُطلق على النموذج الثاني اسم (T2)، وهكذا حتي إنتاج (T6) مع حلول عام 2016م.
اُستوحي النموذج الأول (T1) من سيارة فولكس فاجن الشهيرة الخنفساء، وتتشابه T1، ومن بعدها T2 بأنواعهما مع سيارة الخنفساء بشيئين رئيسيين:
1. أجهزة الإنارة الأمامية.
2. اعتمادها على المحرك الخلفي المبرد بالهواء (بالإنجليزية: Air-cooled engine)‏.

بدءاً من النموذج T4 بدئت الاستعانة بالمحركات العادية المبردة بالماء.

## النموذج المرن في التموين بالوقود
في عام 2009 قدمت البرازيل نسخة مطورة من النموذج T2 يتميز بالمرونة في التموين بالوقود (بالإنجليزية: Flexible-fuel engine)‏ ويمكنها أن تسير بأي مزيج من الغازولين، و الإيثانول! وأُطلق على هذا النموذج اسم فولكس فاجن كومبي توتال فليكس (بالإنجليزية: Volkswagen Kombi Total Flex)‏.

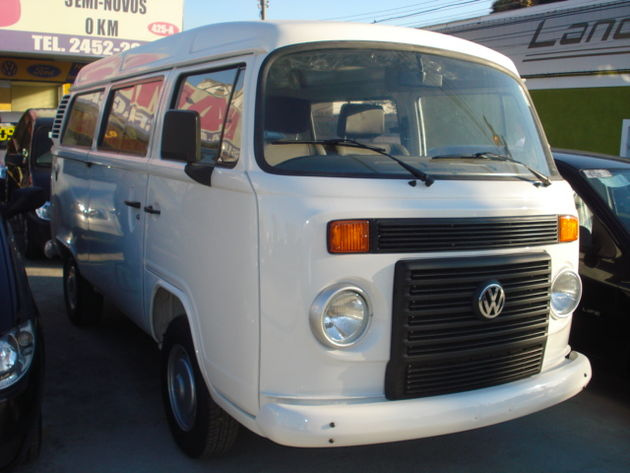
فولكس فاجن كومبي توتال فليكس

## (1950–1967) النموذج T1

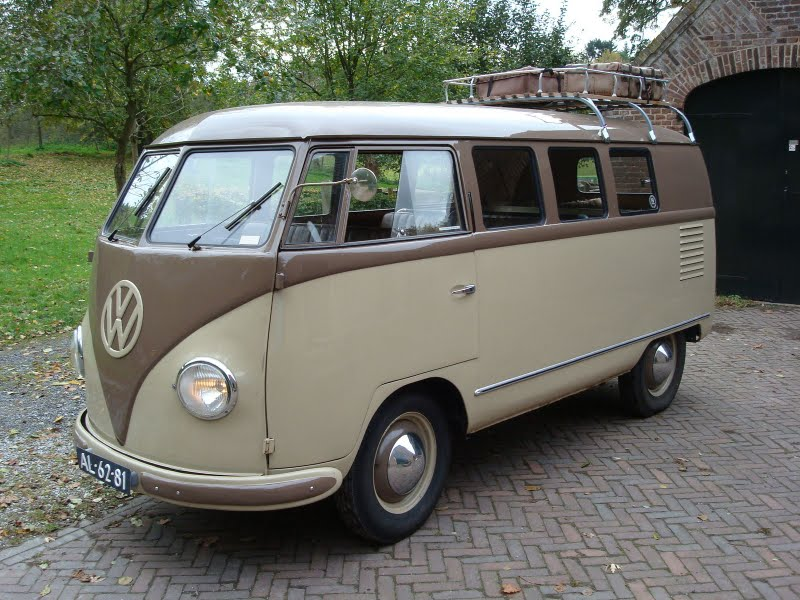
Volkswagen Type 2 (T1)

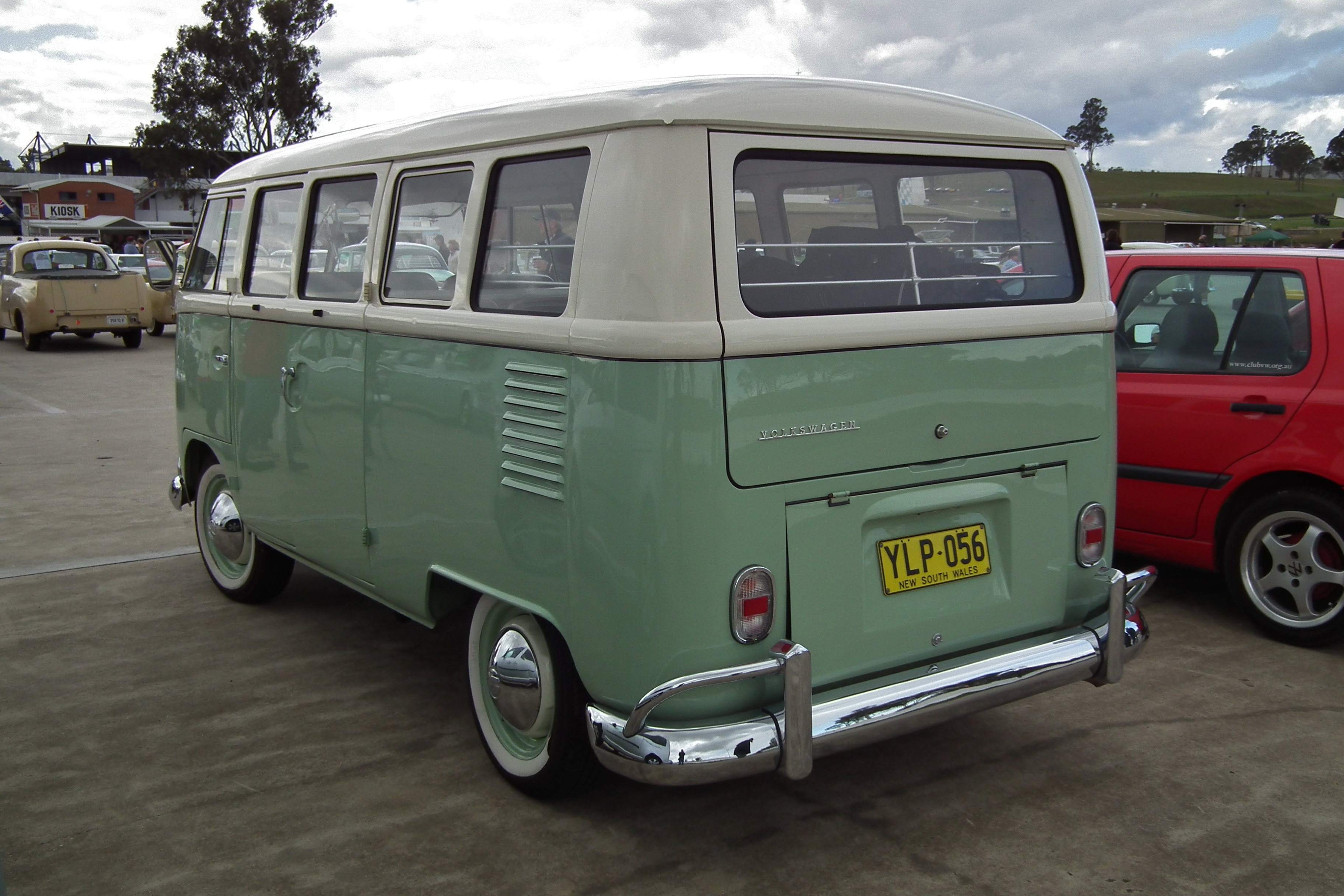
Volkswagen Type 2 (T1)

## (1967–1979) النموذج T2

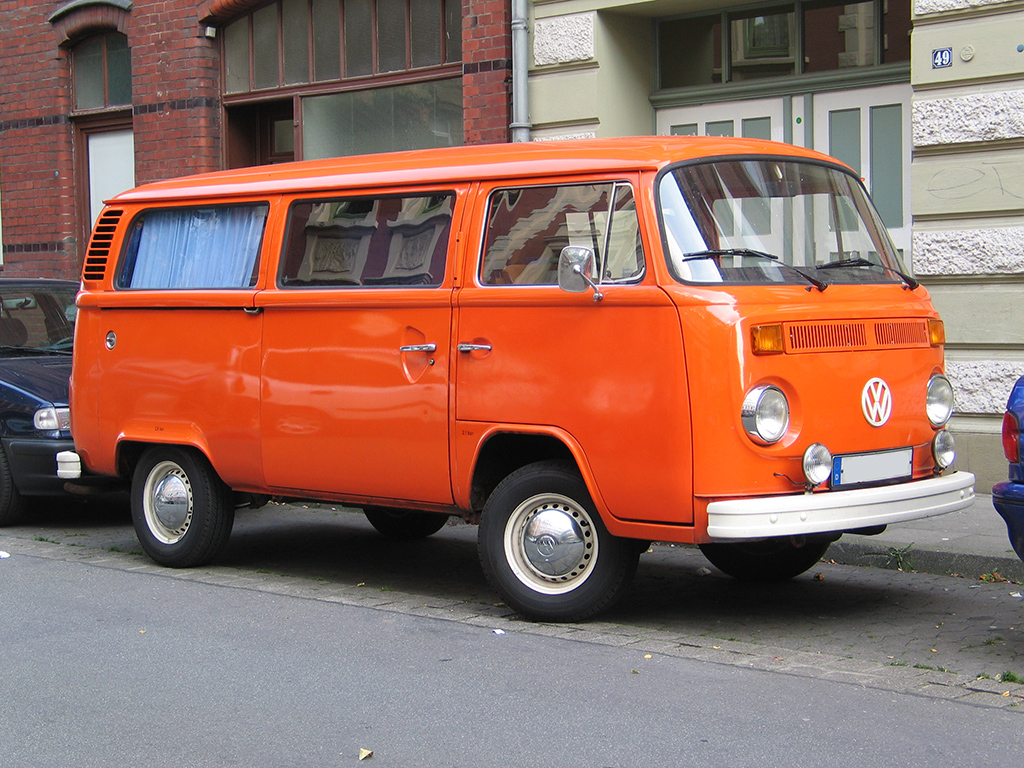
Volkswagen Type 2 (T2)

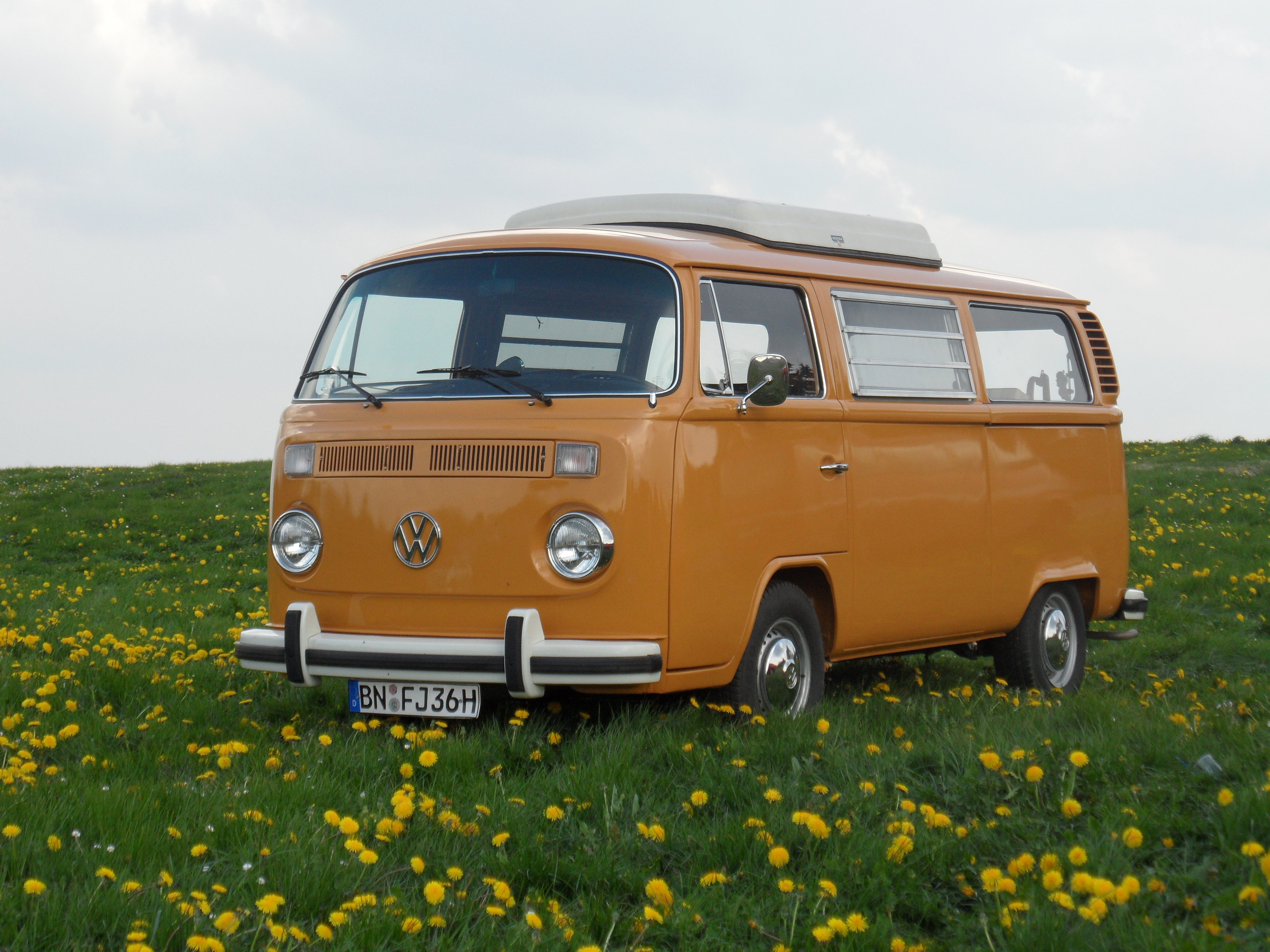
T2b Camper

## (1979–1992) النموذج T3

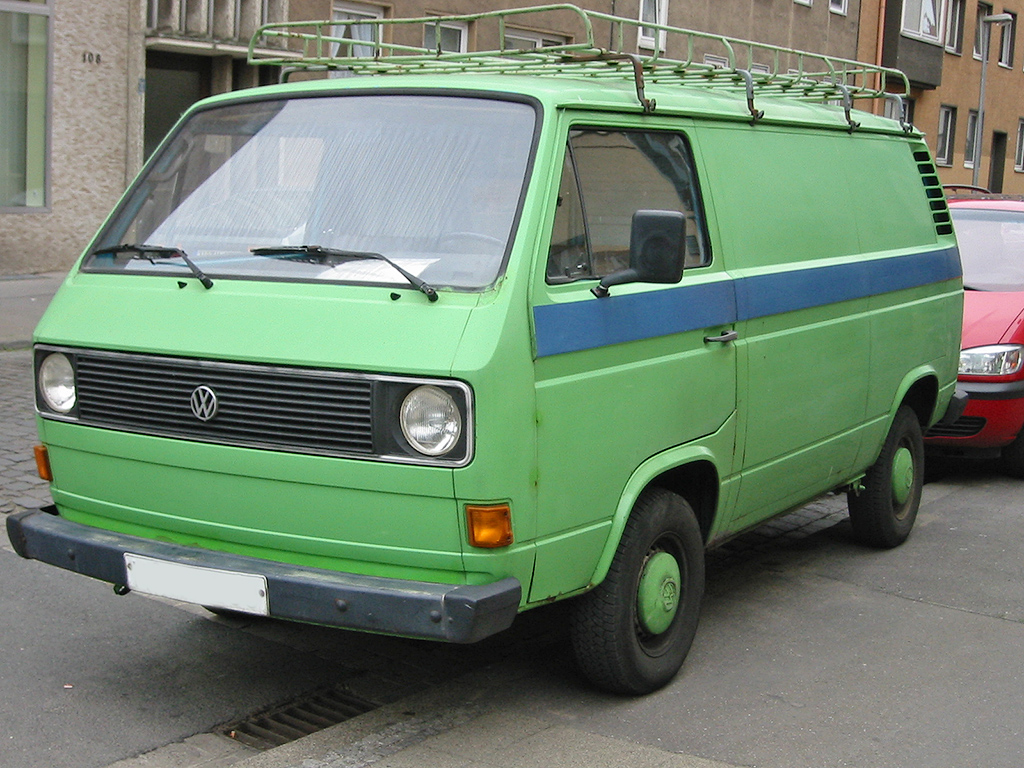
Volkswagen Type 2 (T3)

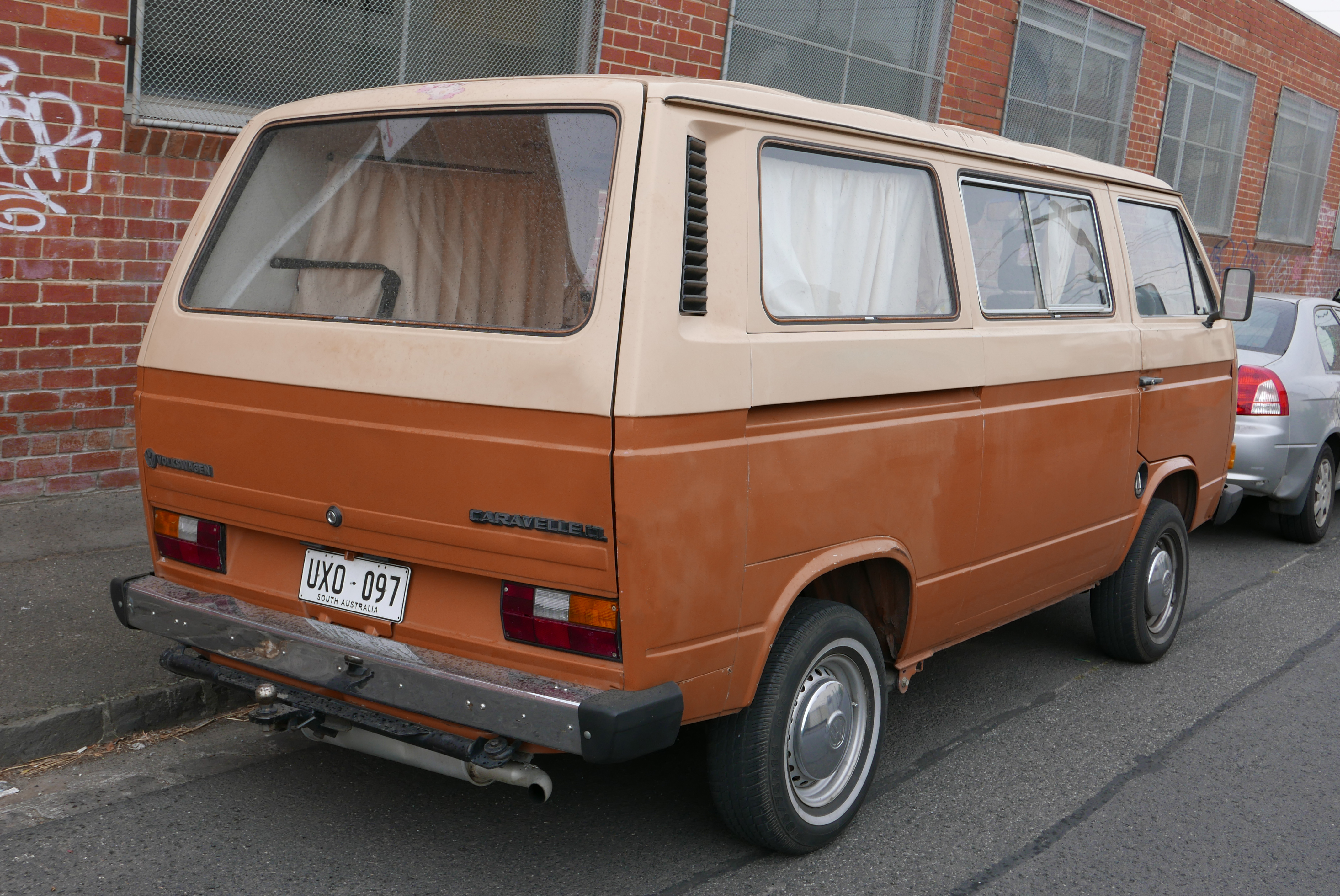
Volkswagen Type 2 (T3)

## (1990–2003) النموذج T4

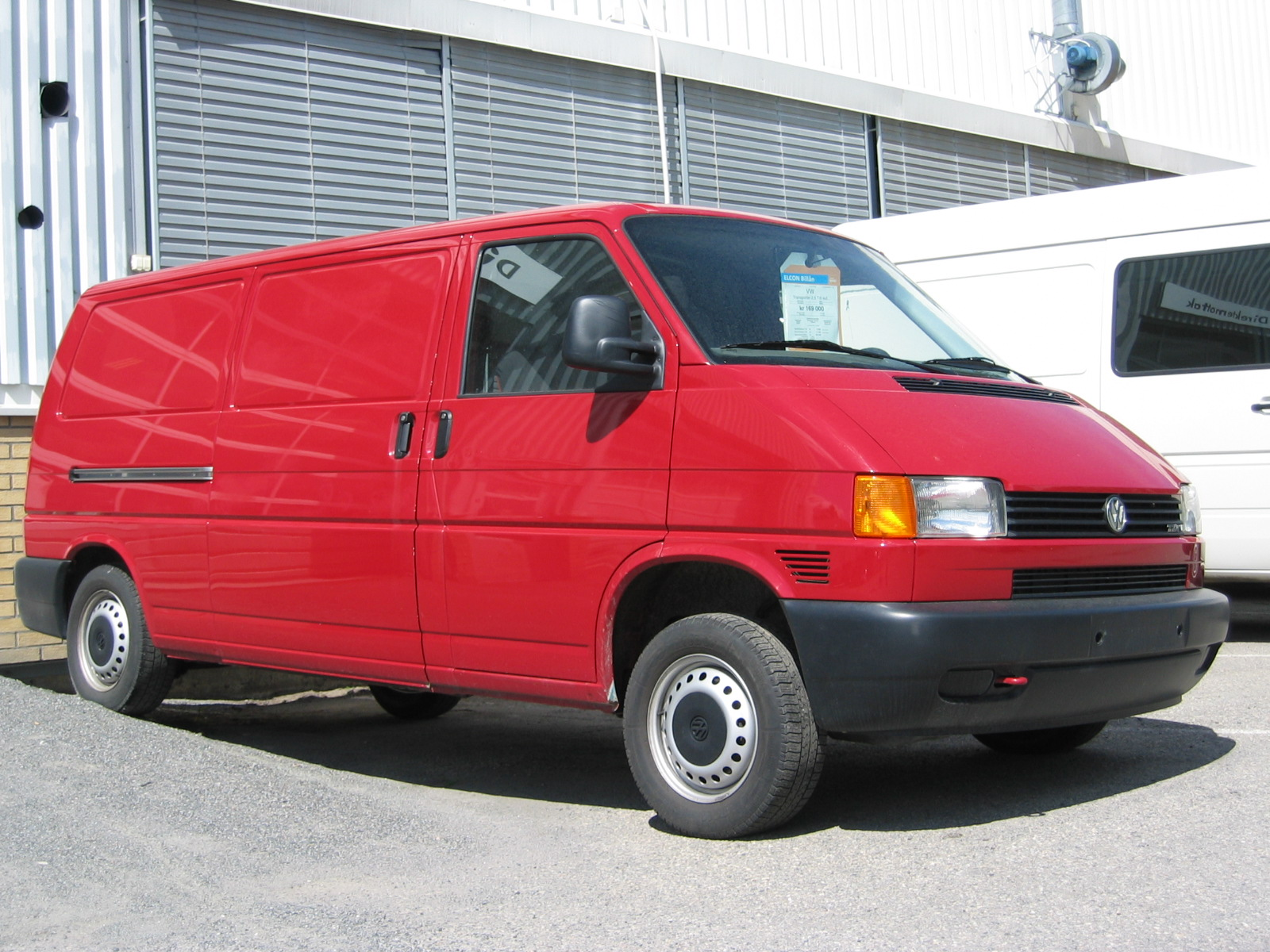
Volkswagen Transporter (T4)

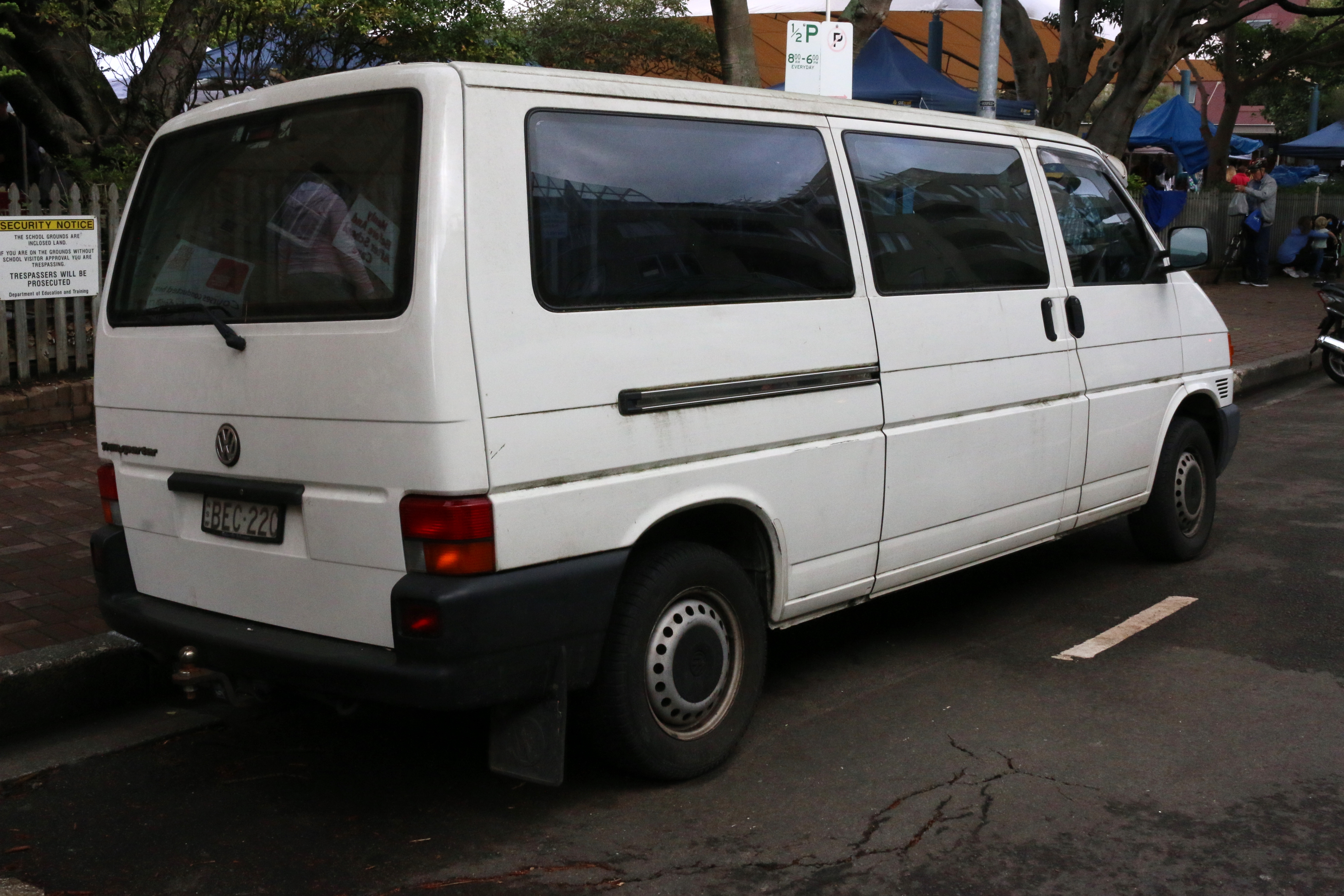
Volkswagen Transporter (T4)

### 2003-2009 (pre facelift)

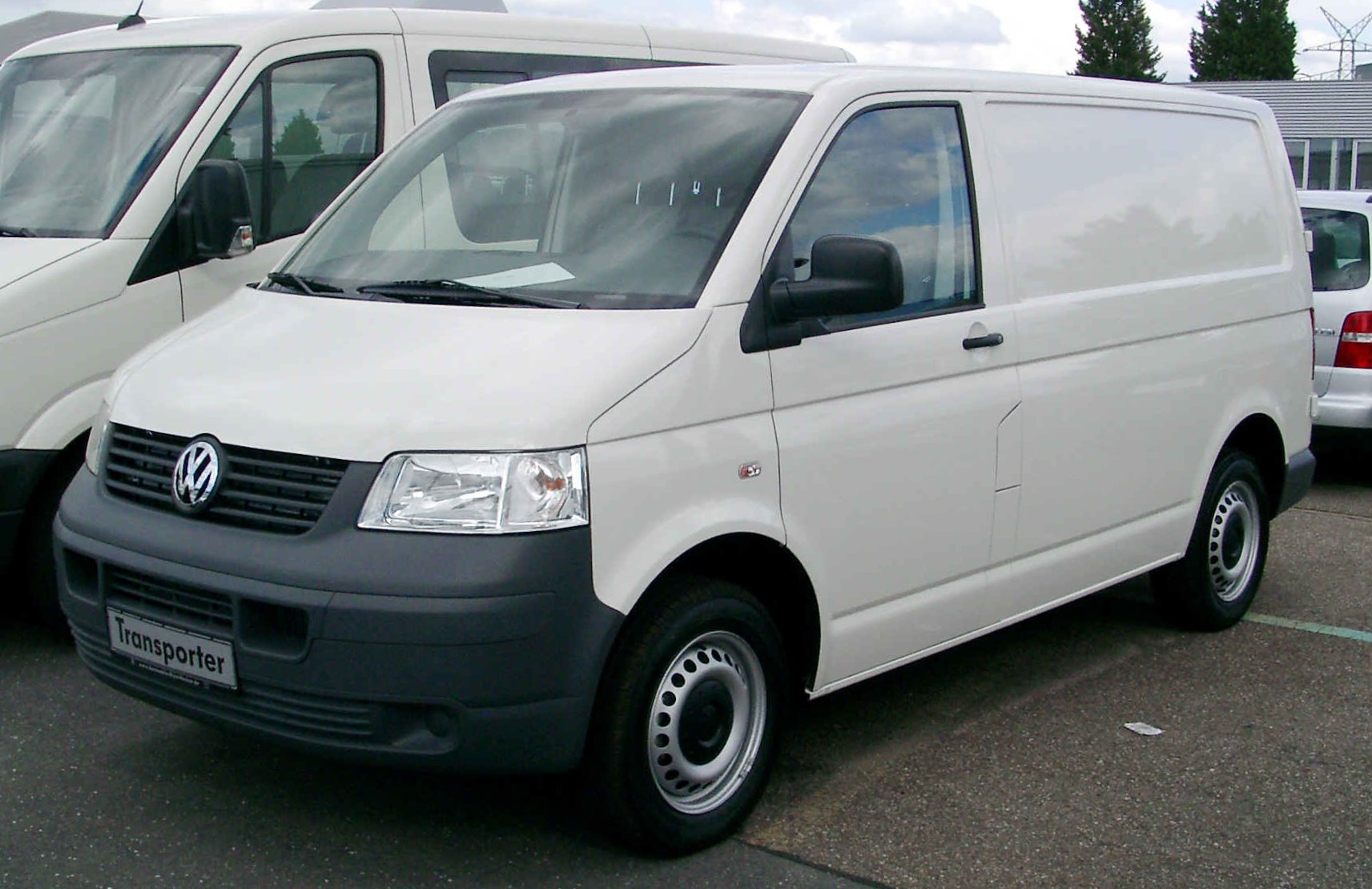
Volkswagen Transporter (T5)

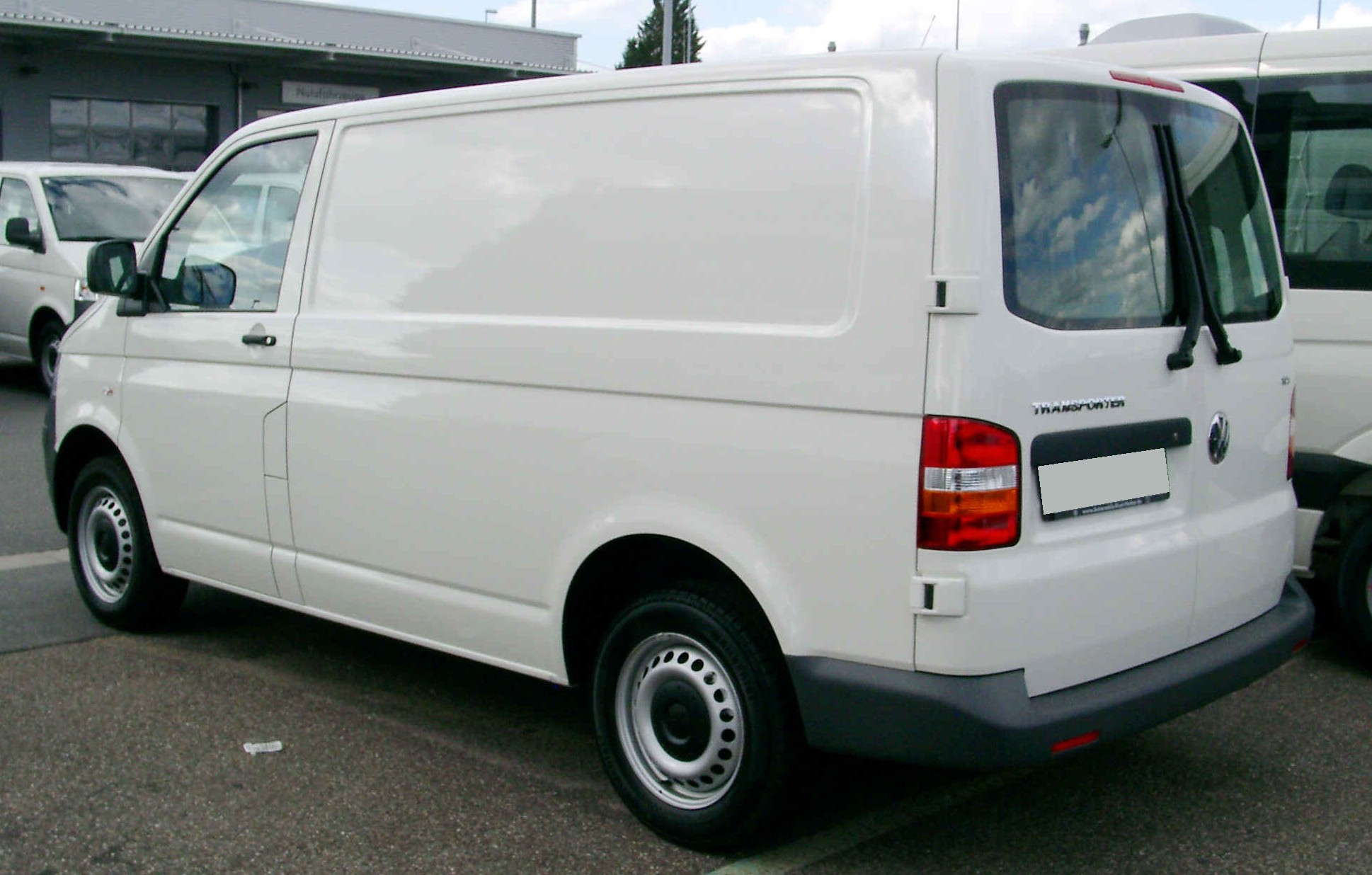
Volkswagen Transporter (T5)

### 2009-2016 (facelift)

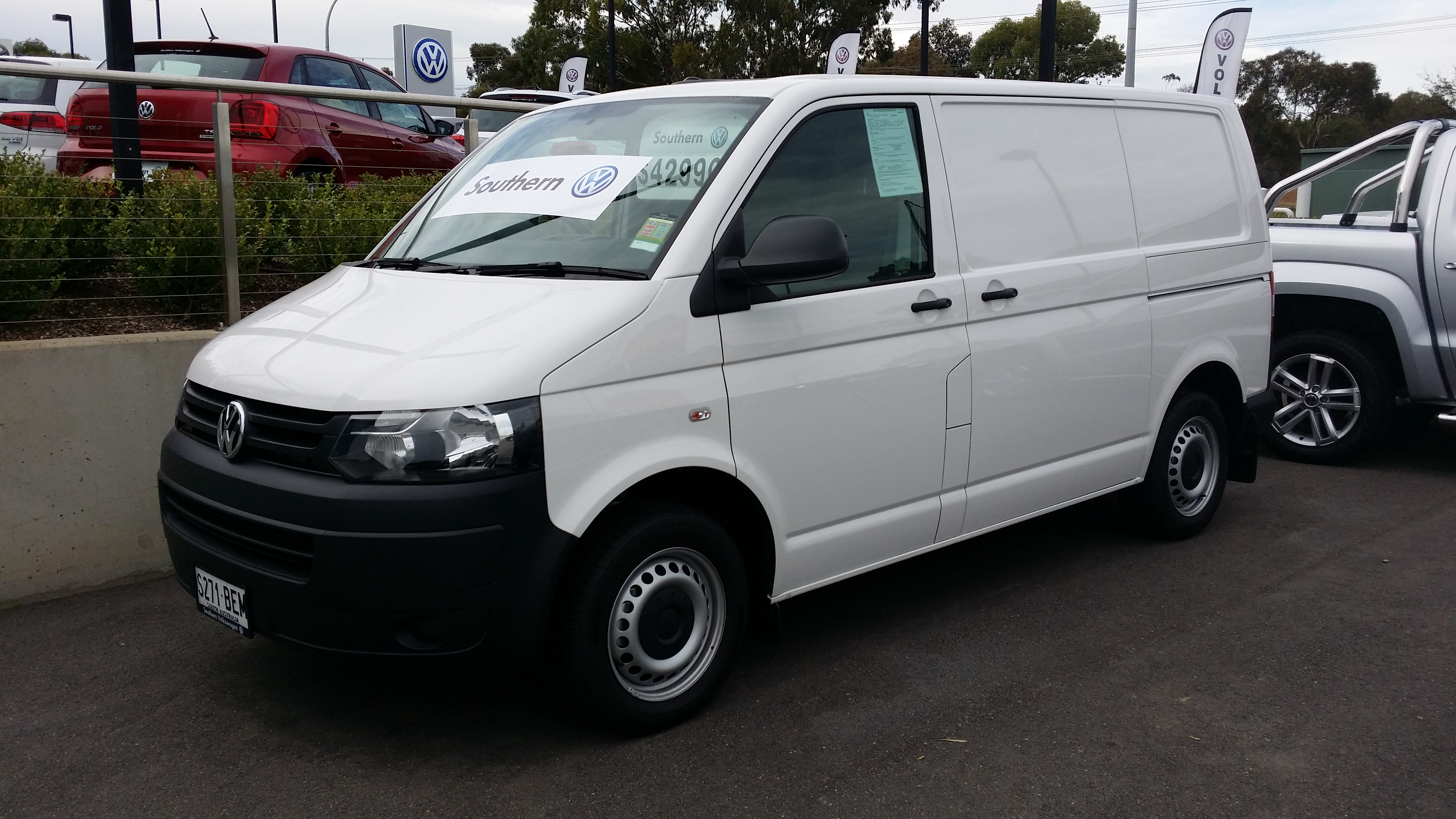
Volkswagen Transporter (T5; facelift)

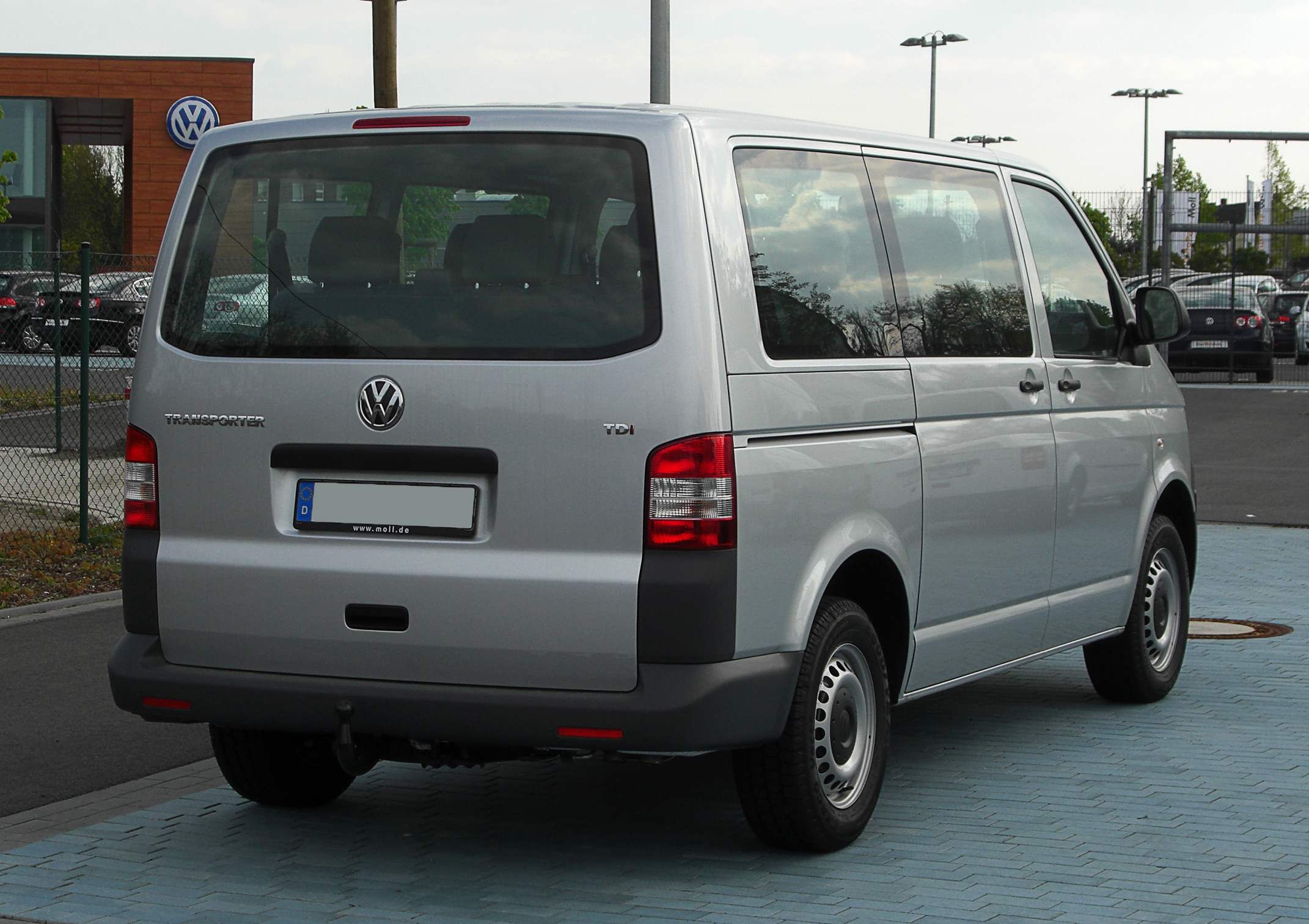
Volkswagen Transporter (T5; facelift)

## (2022-2016) النموذج T6

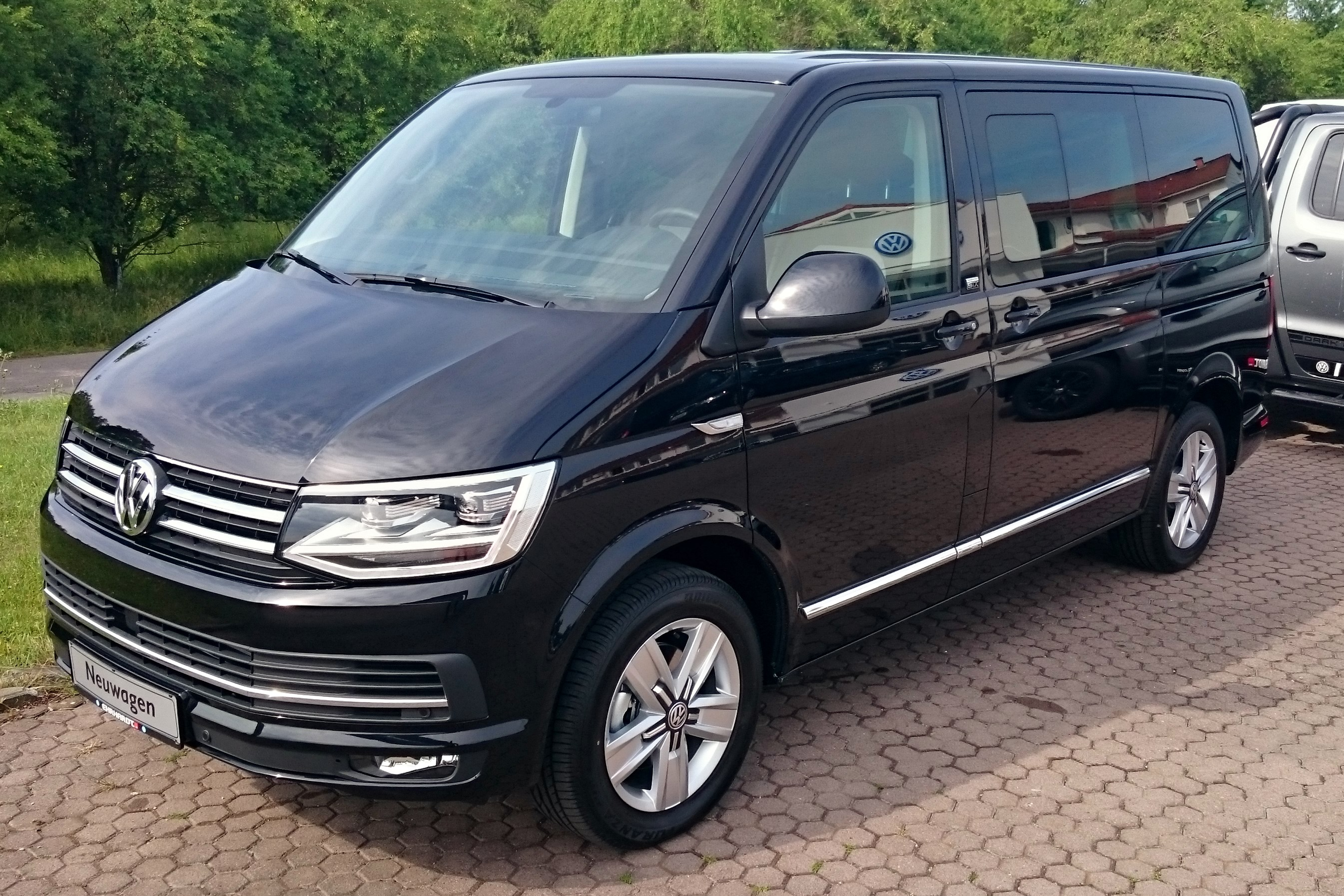
Volkswagen Transporter (T6)

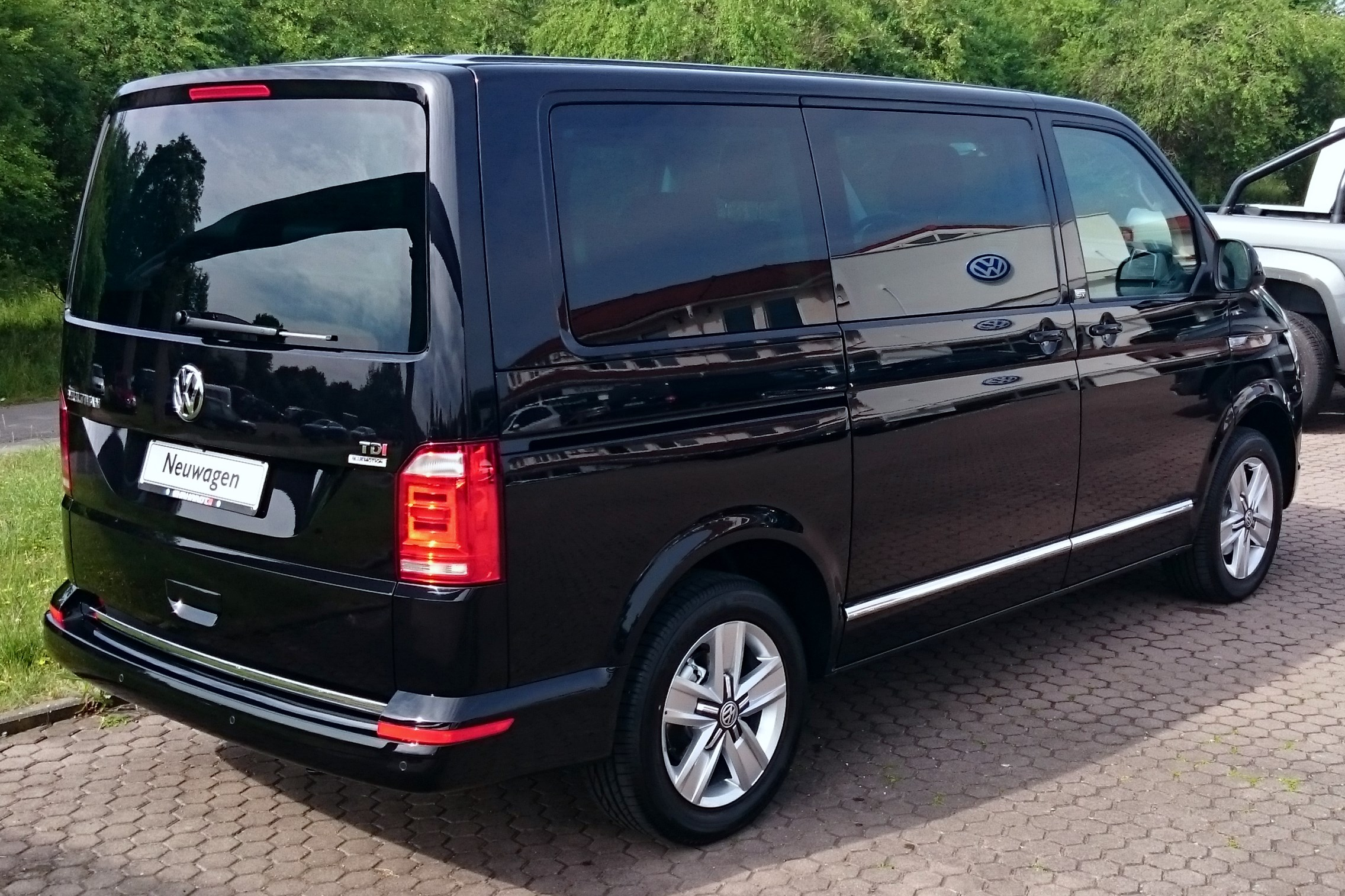
Volkswagen Transporter (T6)